# 대한민국 형법 제34조
대한민국 형법 제34조는 간접정범, 특수한 교사, 방조에 대한 형의 가중에 대한 형법총칙의 조문이다.

## 조문
제34조(간접정범, 특수한 교사, 방조에 대한 형의 가중) ① 어느 행위로 인하여 처벌되지 아니하는 자 또는 과실범으로 처벌되는 자를 교사 또는 방조하여 범죄행위의 결과를 발생하게 한 자는 교사 또는 방조의 예에 의하여 처벌한다.
②자기의 지휘, 감독을 받는 자를 교사 또는 방조하여 전항의 결과를 발생하게 한 자는 교사인 때에는 정범에 정한 형의 장기 또는 다액에 그 2분의 1까지 가중하고 방조인 때에는 정범의 형으로 처벌한다.

第34條(間接正犯, 特殊한 敎唆, 幇助에 對한 刑의 加重) ① 어느 行爲로 因하여 處罰되지 아니하는 者 또는 過失犯으로 處罰되는 者를 敎唆 또는 幇助하여 犯罪行爲의 結果를 發生하게 한 者는 敎唆 또는 幇助의 例에 依하여 處罰한다.
②自己의 指揮, 監督을 받는 者를 敎唆 또는 幇助하여 前項의 結果를 發生하게 한 者는 敎唆인 때에는 正犯에 定한 刑의 長期 또는 多額에 그 2分의 1까지 加重하고 幇助인 때에는 正犯의 刑으로 處罰한다.

## 참고 문헌
- 김재윤, 손동권, 『새로운 형법각론』, 율곡출판사, 2013. ISBN 978-89-974283-4-2
- 김준성. (2018). 형법 제34조 제1항과 정범배후(正犯背後)의 정범(正犯)의 적용문제. 법학연구, 18(4), 95-119.
- 한정환. (2017). 형법 제34조 ‘간접정범’. 형사법연구, 29(2), 39-64.
- 한정환. (2015). 형법 제31조, 제34조와 교사범. 형사법연구, 27(2), 103-124.
- 이성대. (2012). 조직내 배후자의 형사책임과 형법 제34조의 재음미. 형사법연구, 24(2), 45-72.
- 이용식. (2005, 1). 分野別 論點講座:刑法間接正犯에 관한 斷想-간접정범성 정범설에 기초한 형법 제34조 제1항-. 고시연구, 32(1), 204-211.
- 이창섭. (2005). 형법 제34조의 입법연혁과 해석의 기초. 법사학연구,(32), 309-361.
- 권오걸. (2003). 형법 제34조의 해석론의 관점에서 본 간접정범의 정범성과 성립범위. 형사법연구,(19), 241-272.